# Воробйова Євгенія Василівна
Євге́нія Васи́лівна Воробйо́ва (18 квітня 1932, Харків — 12 вересня 2013) — українська актриса. Народна артистка УРСР (1977), кавалер ордена княгині Ольги III ступеня (2003).

## Життєпис
1957 року закінчила Харківський театральний інститут. Сценічну діяльність розпочала у Севастопольському російському драматичному театрі ім. А. Луначарського.
1959—1967 — актриса Сумського українського музично-драматичного театру ім. М. Щепкіна, 1967—1970 — у російському драматичному театрі Бєлгорода.
З 1971 виступає у Донецькому українському музично-драматичному театрі ім. Артема.
Виконані нею ролі:
- Валя — «Іркутська історія» О. Арбузова,
- Варя — «За годину до світанку» О. Галича,
- Гелена — «Варшавська мелодія» Л. Зоріна,
- Інесса — «День чудесних обманів» Р. Шерідана,
- Ніна — «Маскарад» М. Лермонтова,
- Оленка — «Голубі олені» О. Коломійця,
- Софія — «Безталанна», Карпенка-Карого,
- Тетяна — «У неділю рано зілля копала» — за О. Кобилянською.

Знімалася в фільмах:
- 1978 — «Ліс, в який ти ніколи не зайдеш»,
- 1982 — «Розбіг»,
- 2007 — «Чужі таємниці»,
- 2010 — «Маршрут милосердя»,
- російські серіали — «Лохотрон», «Повернення Мухтара»-3, — 4, — 5.

Її син, Мойсеєв Станіслав Анатолійович — режисер, народний артист України.